# Hornera diffusa
Hornera diffusa är en mossdjursart som beskrevs av William MacGillivray 1895. Hornera diffusa ingår i släktet Hornera och familjen Horneridae. Inga underarter finns listade i Catalogue of Life.